# Повр
Повр (фр. Pauvres) — коммуна во Франции, находится в регионе Шампань — Арденны. Департамент коммуны — Арденны. Входит в состав кантона Машо. Округ коммуны — Вузье.
Код INSEE коммуны — 08338.
Коммуна расположена приблизительно в 170 км к востоку от Парижа, в 55 км севернее Шалон-ан-Шампани, в 45 км к югу от Шарлевиль-Мезьера.

## Население
Население коммуны на 2008 год составляло 182 человека.
| 1962 | 1968 | 1975 | 1982 | 1990 | 1999 | 2008 |
| ---- | ---- | ---- | ---- | ---- | ---- | ---- |
| 189  | 212  | 208  | 201  | 196  | 187  | 182  |

## Экономика
В 2007 году среди 118 человек в трудоспособном возрасте (15—64 лет) 89 были экономически активными, 29 — неактивными (показатель активности — 75,4 %, в 1999 году было 62,9 %). Из 89 активных работали 78 человек (39 мужчин и 39 женщин), безработных было 11 (4 мужчины и 7 женщин). Среди 29 неактивных 9 человек были учениками или студентами, 14 — пенсионерами, 6 были неактивными по другим причинам.

## Фотогалерея
- Церковь Св. Тимофея
- Карта коммуны